# Дрималик Богдан Йосипович

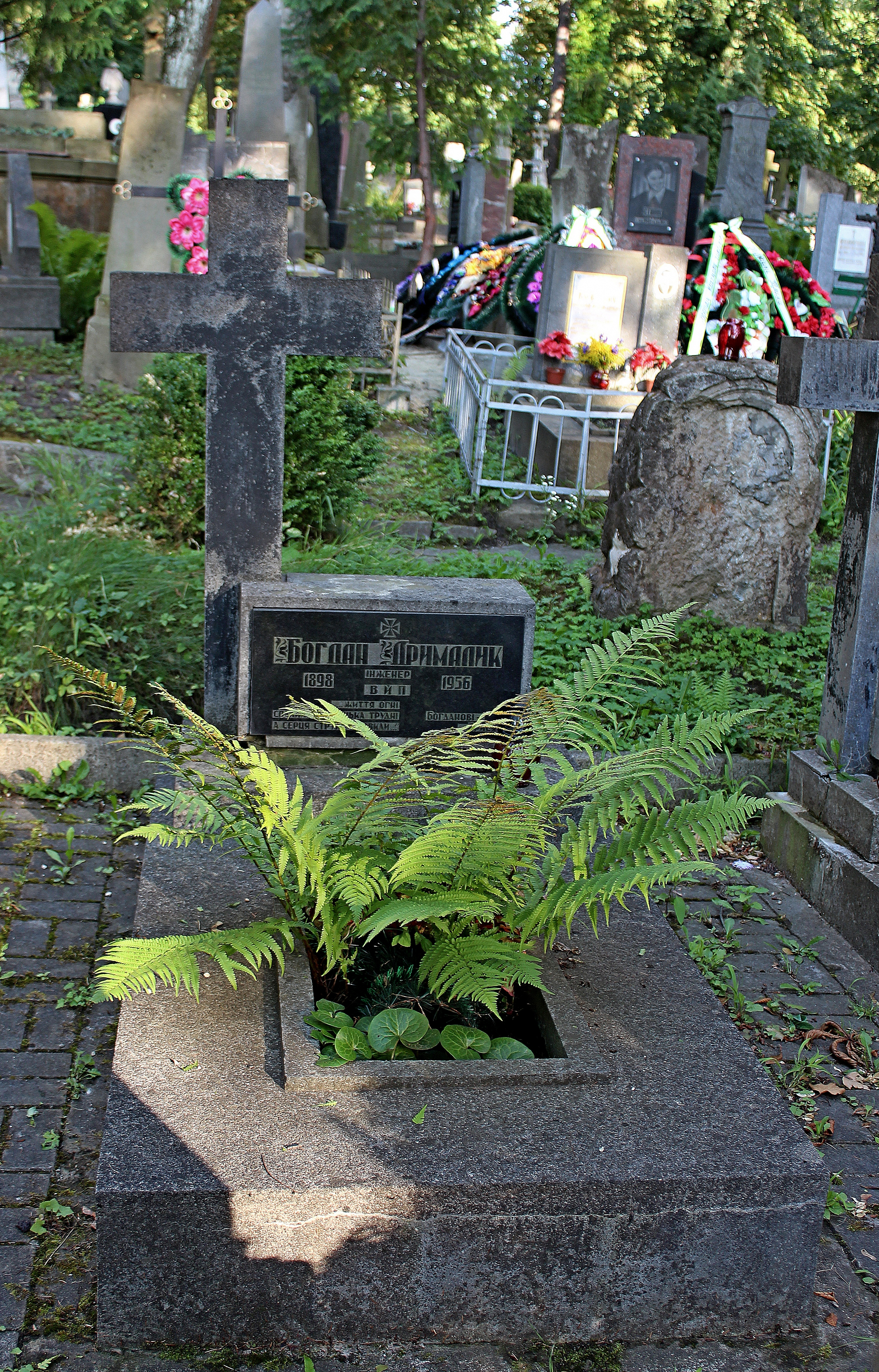

Дрима́лик Богда́н Йо́сипович (нар. 1 вересня 1898, Березів — пом. 4 листопада 1956, Львів) — український піаніст-ансамбліст, фольклорист, композитор-аматор. Багато років як концертмейстер співпрацював з Соломією Крушельницькою. Створив високохудожні обробки народних пісень та низку оригінальних вокальних творів на слова українських та російських поетів.

## Біографія
Народився Богдан Йосипович Дрималик 1 вересня 1898 року у місті Березів (повіт Сянок). Майбутній музикант походив з відомої галицької родини. Був сином знаного юриста, радника і громадського діяча Йосипа Дрималика (1866—1950), який упродовж 1915–1937 рр. очолював Музичне товариство ім. М. Лисенка та Український театральний кооператив. Ці товариства об'єднували навколо себе музикантів, а також найавторитетніших представників громадськості та відігравали надзвичайно важливу роль у культурно-мистецькому житті Галичини. У домі Дрималиків часто бували відомі українські культурні діячі, музиканти. В такій атмосфері, де громадські та музичні справи були невід'ємною частиною родинного життя, формувалася особистість Богдана Дрималика.
Музичну освіту Дрималик здобував одночасно з загальною. З 1909 по 1918 рік навчався у Вищому музичному інституті ім. М. Лисенка по класу фортепіано у відомої піаністки Марії Криницької. По закінченні навчання Богдан Дрималик працював концертмейстером в оперній школі у професора Чеслава Заремби, відомого викладача вокалу у Львові, школа якого користувалась широким визнанням і авторитетом.
Очевидно, фінансовою нестабільністю, а можливо й батьківськими порадами, було зумовлене рішення молодого піаніста отримати ще одну освіту. У 1922 р. він вступає до Гірничої академії у м. Леобен (Австрія). У вільний від навчання час працює професійним музикантом: дає приватні уроки гри на фортепіано, бере участь у концертах, а також заробляє на життя, граючи в кінотеатрах і кав'ярнях. Відомими є спільні виступи цього піаніста з співаками — О. Яремою, С. Стадниковою, Корецькою та іншими. Протягом 1918–1926 рр. співпрацює зі співаком Романом Прокоповичем-Орленком, акомпануючи йому у сольних програмах та на Шевченківських концертах.
Вже тоді Б. Дрималик стає досить знаним концертмейстером і привертає увагу рецензентів. У різних часописах («Український голос», «Діло», «Вперед») з'являються відгуки Станіслава Людкевича на концерти, де співвиконавцем співаків та інструменталістів є Богдан Дрималик. У рецензії С. Людкевича на концерт співаків Р.Прокоповича-Орленка і С.Стадникової, який відбувся в Перемишлі, виконання Богдана Дрималика отримало високу оцінку: «Фортепіановий акомпанемент до всіх точок концерту спочивав у руках бувшого питомця нашого Музичного інституту п. Дрималика, який на тім полі здобув вже поважну марку». Останні слова свідчать про певне реноме Дрималика в музичних колах Львова. Така оцінка найавторитетнішого галицького композитора, який і сам нерідко виступав у ролі піаніста-ансамбліста, свідчить про високий концертмейстерський рівень ще досить молодого виконавця.
У ці роки концертні виступи Б.Дрималика не обмежувалися лише співпрацею з солістами в ролі акомпаніатора. Він яскраво проявив себе також як камерний ансамбліст, виступаючи в дуетах зі скрипалями Є. Перфецьким, Є. Дзюбою та Рибчаком; був учасником тріо (Р. Криштальський — скрипка, Л. Туркевич — віолончель, Б. Дрималик — фортепіано).
Отримавши диплом інженера, Богдан Йосипович у 1928–1944 рр. працює за цим фахом у нафтовій фірмі села Грабівниця (повіт Сянок). Одночасно дає приватні лекції та займається фольклористичною діяльністю: збирає, записує та гармонізує лемківські народні пісні.
У 1945 році музикант-інженер повернувся до Львова. Тут він повністю присвячує себе музичній діяльності. Він стає концертмейстером класу славетної співачки Соломії Крушельницької в консерваторії, працює за сумісництвом співробітником львівського відділення Інституту мистецтвознавства, фольклору та етнографії АН УРСР, співпрацює також з різними хоровими колективами, згодом присвячуючи саме цій діяльності основну увагу (у 1952 р., після смерті Крушельницької, залишає роботу в консерваторії).
Помер Богдан Дрималик 4 листопада 1956 р. і похований поряд з батьком на 4 полі Личаківського цвинтаря у Львові.